# Frans Waterreus
Franciscus Martinus Johannes „Frans“ Waterreus (* 19. November 1902 in Stratum; † 11. Dezember 1962 in Eindhoven) war ein niederländischer Radrennfahrer und nationaler Meister im Radsport.

## Sportliche Laufbahn
Waterreus war im Bahnradsport aktiv. Er war Teilnehmer der Olympischen Sommerspiele 1924 in Paris. In der Mannschaftsverfolgung schied das Team der Niederlande mit Frans Waterreus in der ersten Runde aus. Von 1926 bis 1928 war er Unabhängiger. 1929 gewann er die niederländische Club-Radmeisterschaft. 